# Ingleby Barwick
Ingleby Barwick is een civil parish in het bestuurlijke gebied Stockton-on-Tees, in het Engelse graafschap North Yorkshire met 20.378 inwoners.